# Zeche Ibbenbüren 1
Die normalspurige Tenderlokomotive 1 der Zechenbahn Ibbenbüren war eine laufachslose Dampflokomotive für den Güterzugbetrieb, sie entstand bei der Hanomag um 1927. Die Lok stand bis 1963 in Betrieb und wurde dann ausgemustert und verschrottet.

## Geschichte
Die Lokomotive ähnelt von ihrem Aufbau her der schon 1913 für die Georgsmarienhütte-Eisenbahn entstandenen Lokomotive GME 13 und auch einem für die bulgarischen Staatsbahnen Bălgarski Dăržavni Železnici (BDŽ) 1917 in 25 Exemplaren hergestellten laufachslosen Fünfkuppler.
Entstanden war sie jedoch unter dem Vereinheitlichungsgedanken, der unter der Lokomotive Hanomag Typ Dresden als größte Lokomotive praktiziert wurde. Für den Fünfkuppler der Zeche Ibbenbüren, der nicht im zweiten Typenprogramm von Hanomag-Werklokomotiven enthalten war, wurden zahlreiche Normteile verwendet.
Die Lokomotive wurde auf der Zechenbahn des Bergwerk Ibbenbüren eingesetzt und hatte dort auf dem 5,2 km langen Abschnitt mit Steigungen bis zu 25 ‰ genug Gelegenheit, ihre Leistungsfähigkeit unter Beweis zu stellen. Gewartet wurde die Lok in der Waggonwerkstatt der Georgsmarienhütte. Sie wurde bis zur Elektrifizierung eingesetzt. Als die Zechenbahn 1963 elektrifiziert wurde, wurde die Lokomotive abgestellt und ein Jahr später verschrottet.

## Konstruktion
Die Lokomotive war eine Zweizylinderlokomotive für Heißdampf. Die Leistungsanforderungen waren für ihr Einsatzgebiet so groß, dass vom Grundsatz, Naßdampflokomotiven auf Grund geringerer Unterhaltungskosten zu verwenden, abrückt wurde. Sie hatte ab Werk eine indirekte Bremse von Knorr. Die Teile der Lokomotive entsprachen den Festlegungen der deutschen Lokomotivbau-Vereinigung.
Der Kessel war im Gegensatz zum Typ Dresden glatt ausgeführt. Die Anordnung der beiden Sandbehältern, des Dampfdomes und des Krempenschornsteines gaben dem Gesamtbild der Lok eine gleichmäßige ausgewogene Form. Die Dampfmaschine wurde mit Kolbenschieber gesteuert.
Der Blechrahmen der Lokomotive wurde auch als Wasserkasten verwendet. Er lag mit seinem Inhalt über den ersten drei Achsen, reichte tief in den Rahmen hinab und ermöglichte das Fassungsvermögen von 8 m³ Wasser. Im Laufwerk waren die vordere und hintere Achse seitenverschiebbar ausgeführt. Das Triebwerk wirkte über eine Heusinger-Steuerung auf die mittlere Kuppelachse.
Zur Ausrüstung gehörte eine Schmierpumpe Bauart Friedmann. Der Sandstreuer war als Handsandstreuer ausgeführt. Ursprünglich waren nur je Triebwerksseite zwei Fallrohre für die beiden Sandkästen vorhanden, später waren je Triebwerksseite je vier Fallrohre vorhanden, die die zweite und vierte Achse jeweils von vorn und hinten besandeten. Die Lok besaß eine Dampfläutewerk Bauart Latowski.